# Station Althorne
Althorne is een station van National Rail in Maldon in Engeland. Het station is eigendom van Network Rail en wordt beheerd door Greater Anglia. 